# Herr Bello (Film)
Herr Bello ist eine deutsche Kinderbuchverfilmung von Ben Verbong aus dem Jahr 2007. Der Film basiert auf dem Buch Herr Bello von Paul Maar und kam am 17. Mai 2007 in die deutschen Kinos.

## Handlung
Max Sternheim lebt mit seinem Vater in einer deutschen Kleinstadt. Die Mutter ist gestorben, was Max noch immer sehr belastet. Er will nicht zulassen, dass sich sein Vater neu verliebt. Doch Herr Sternheim hat nur Augen für die neue Untermieterin, Frau Lichtblau. Kurze Zeit später taucht eine alte Bekannte in der Apotheke des Vaters auf und überbringt Sternheim eine geheimnisvolle Substanz. Nach einem Test an einer Zimmerpflanze wird deutlich, das Gemisch hat magische Kräfte. Es lässt die Pflanze übernatürlich schnell wachsen.
Auf einem Bauernhof macht Max Bekanntschaft mit dem streunenden Hund, den er mit nach Hause nehmen darf und Bello nennt. Durch Zufall trinkt Bello von der magischen Flüssigkeit und wird zum Menschen. Fortan lebt „Herr Bello“ im Haus der Sternheims und muss sich an die menschlichen Sitten gewöhnen. Während Max’ Vater unterdessen versucht, Frau Lichtblau zu umgarnen, entdeckt auch Herr Bello sein Interesse für die hübsche Untermieterin. Max wittert sofort seine Chance, Frau Lichtblau von seinem Vater abzulenken und versucht, Herrn Bello mit ihr zu verkuppeln.
Nach einigen Verstrickungen gelingt es Max auf geschickte Weise, die beiden miteinander in einem Restaurant zu verabreden. Als sich Herr Bello jedoch freudig auf den Weg macht, verfliegt die Wirkung des Zaubertranks und Herr Bello wird wieder zu Bello, der dennoch ins Restaurant geht. Als Herr Sternheim von der Verabredung erfährt, beeilt er sich, die Sache aufzuklären. Im Restaurant wird Frau Lichtblau von ihm über die Verwandlung Bellos unterrichtet, woraufhin sie wütend das Lokal verlässt. Max erkennt nun, dass er einen Fehler gemacht hat. Mit Bellos Hilfe mixt sein Vater eine neue Flasche Zaubertrank, sodass Frau Lichtblau mit eigenen Augen sehen kann, wie sich Bello wieder in Herr Bello verwandelt. Nach der Vorführung nimmt sie Herrn Sternheim in die Arme und heiratet ihn etwas später.

## Kritiken
„Der ebenso einfalls- wie temporeiche Kinderfilm legt nach verhaltenem Anfang beträchtlich zu und zeigt sich von seiner unterhaltsamsten Seite. Auch die spielfreudigen Darsteller tragen zu der gelungenen Inszenierung bei.“

## Wissenswertes
- Drehorte waren Wasserburg, Regensburg, Ampfing, Ebersberg, Feldkirchen, der Ammersee und München.

- Anders als in den beiden Bello-Büchern ist Frau Sternheim nicht nach Australien ausgewandert, sondern verstorben. Bellos Collie-Freundin heißt nicht Adrienne und wird nicht als zickige Person gezeigt.

- Die Kostüme sind von Ursula Welter.